# Audrey Williamson
Audrey Doreen Swayne Williamson (ur. 28 września 1926 w Bournemouth, zm. 29 kwietnia 2010 w Rhos-on-Sea) – brytyjska lekkoatletka specjalizująca się w biegach sprinterskich, srebrna medalistka igrzysk olimpijskich w 1948 r. w Londynie, w biegu na 200 metrów.

## Finały olimpijskie
- 1948 – Londyn, bieg na 200 metrów – srebrny medal

## Rekordy życiowe
- bieg na 200 metrów – 24,9 – 1948